# Испанска империя
Испанската империя (на испански: Imperio Español) е една от най-големите империи в историята на човечеството, както и първата глобална империя. Тя включва испанските владения в Европа, както и колониите в Америка, Азия, Африка и Океания, които Испания контролира между 15 и 19 век. Испания запазва някои владения в Африка до втората половина на 20 век. По време на своя разцвет при Карлос III, испанската империя обхваща около двадесет милиона квадратни километра и е най-голямата за своето време.

## История
През 1492 година Христофор Колумб начело на испанска експедиция открива Америка. Колониите в Новия свят стават основна част от испанската империя. Отначало испанците започват да се заселват на Карибските острови, а след това конкистадорите завладяват империите на ацтеки и инки. За няколко десетилетия империята обхваща огромни територии от Северна до Южна Америка.
Друга испанска експедиция около света под командването на Фернандо Магелан между 1519 и 1522 поставя под испански контрол територии в Далечния изток, като се основават колонии на Филипините и Гуам. През Атлантическия океан процъфтява търговията между Испания и колониите; към метрополията всяка година пътуват флотилии, натоварени със злато и сребро. По това време 4/5 от световния добив на благородни метали става в испанските колонии. Голяма част от тези приходи се използват за скъпоструващи войни в Европа и Средиземноморието в защита на испанските владения. Непрекъснатите конфликти в Европа и издигането на други колониални сили като Англия, Нидерландия и Франция допринасят за отслабването на империята след средата на 17 век.
След края на Войната за испанското наследство през 1713 г., Испания губи европейските си владения, но запазва огромната колониална империя. По време на френската окупация през 1808 са прекъснати връзките с колониите и богатата класа се надига срещу испанската власт. Между 1810 и 1825 г. се води ожесточена война за независимост на колониите, в резултат на което в Америка се образуват редица независими държави. От четири вековната империя под испански контрол остават само Куба, Пуерто Рико, Филипините и тихоокеанските острови, които обаче през 1898 г. са заграбени от САЩ след поражението на Испания в Испано-американската война. Останалите островчета в Тихи океан са продадени на Германия през 1899 г.
От испанската империя остават Испанска Гвинея (Екваториална Гвинея), Испанска Сахара (Западна Сахара) и Испанско Мароко. Испания се изтегля от Мароко през 1956 г., а през 1968 дава независимост на Екваториална Гвинея. Когато Испания изоставя Западна Сахара през 1976, територията е окупирана от Мароко и Мавритания, като последната се изтегля през 1980. Според ООН, Западна Сахара все още технически се намира под испанска администрация.

Категория:Колониални империи